# Essarts en Bocage
Essarts en Bocage é uma comuna francesa na região administrativa do País do Loire, no departamento da Vendeia. Estende-se por uma área de 99.62 km². Em 2010 a comuna tinha 1 143 habitantes (densidade: 11,5 hab./km²).
Foi criada em 1 de janeiro de 2016, a partir da fusão das antigas comunas de Boulogne, Les Essarts, L'Oie e Sainte-Florence.